# El Crist groc
El Crist groc (en francès Le Christ jaune) és un quadre pintat per Paul Gauguin el setembre del 1889 a Pont-Aven (Bretanya), o bé acabat més tard el mateix any a Le Pouldu. Es coneix per la referència núm. 327 del catàleg de Wildenstein.

## Descripció
El quadre segueix la tècnica del cloisonné inspirada en els esmalts i vidrieres. Grans zones de color pla són delimitades per contorns en blau o negre. A més, és una mostra del fauvisme influenciat per van Gogh on l'element primordial és el color. Gauguin anomena el seu estil com sintetisme, ja que sintetitza l'observació del subjecte amb els sentiments que provoca a l'artista.
La coloració és típica de la tardor bretona. En paral·lel amb el groc del Crist, es combinen grocs, taronges i verds. La tradició bretona dona un significat espiritual a la tardor considerant-la com una crucifixió dels conreus que ressusciten a la primavera.

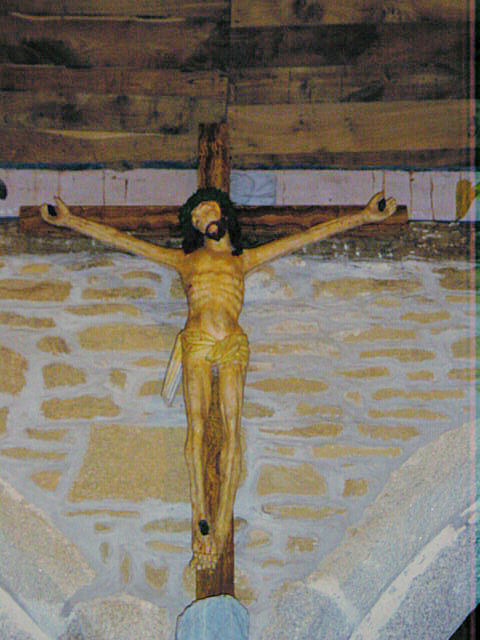
Crist de Trémalo, talla anònima del

Per la figura central del Crist, el pintor es va inspirar en una talla policromada del segle xvii, d'autor anònim, que es troba a la capella de Trémalo, als afores de Pont-Aven. El color blanquinós pàl·lid del Crist és transformat per Gauguin en groc.
Junt al Crist es mostren tres dones bretones en actitud reverent que ocupen el lloc històric de les Maries en la Crucifixió. L'actitud reverent suggereix la mateixa devoció mostrada en el quadre de La visió després del sermó. La figura del Crist al mig del quadre és una visió que apareix a les dones que estan resant. Els motius centrals estan desplaçats cap a l'esquerra. En el pla mitjà de la dreta una figura salta una tanca interpretat com una evasió. Al fons el camp bretó i cases disperses entre els arbres.

## Obres relacionades
El mateix any, Gauguin va tornar a pintar el Crist groc en Autoretrat amb Crist groc. És un quadre dins d'un quadre. Darrere de l'autoretrat en primer pla es mostra la figura central del Crist groc invertida com en un mirall. El rostre de Crist mostra aquí les similituds amb la fesomia del mateix artista.
Un Estudi per al Crist groc fet a llapis es conserva al Museu Thyssen-Bornemisza, i un esbós en aquarel·la a la col·lecció Chapman de Nova York.

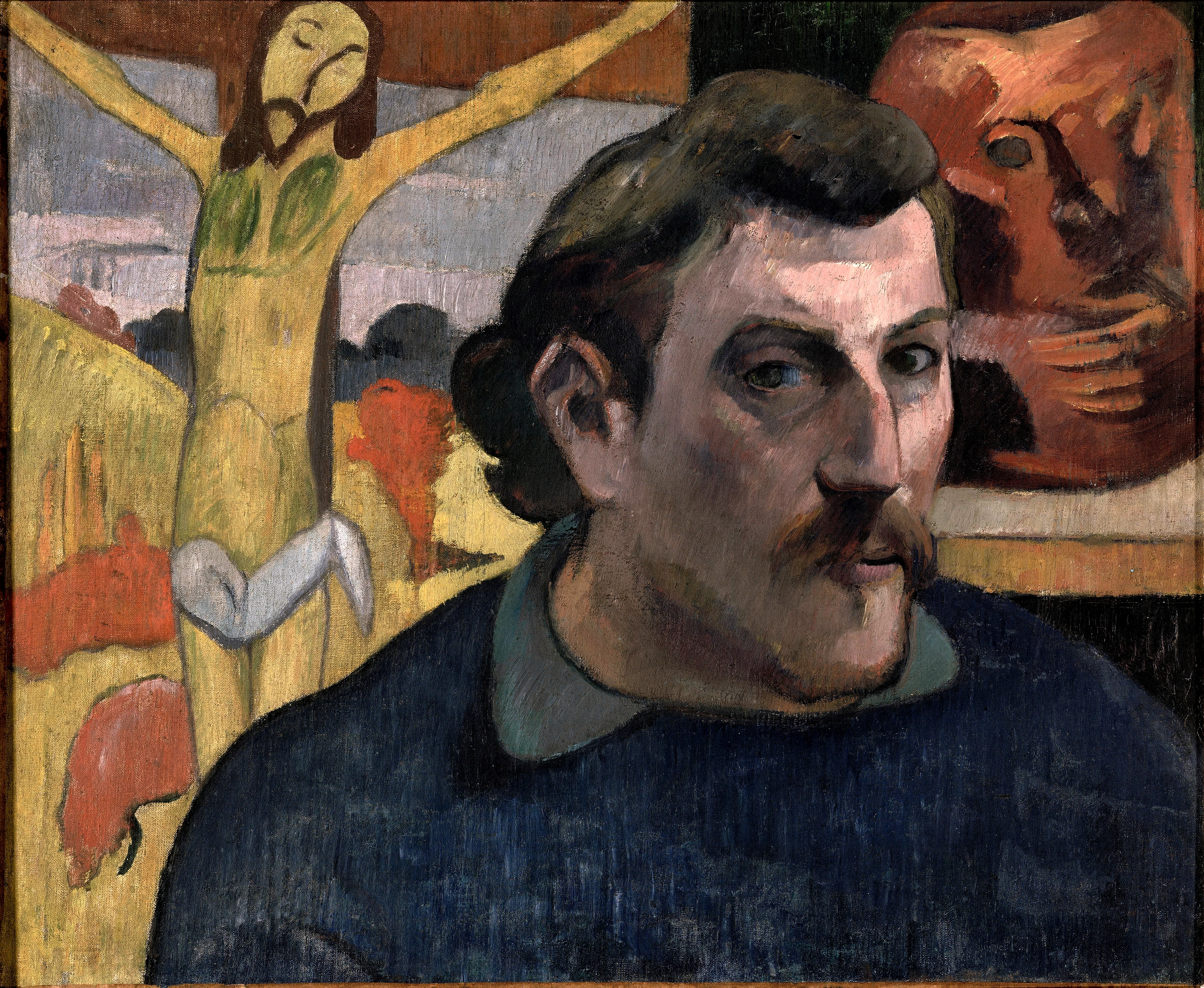
Autoretrat amb Crist groc, 1889
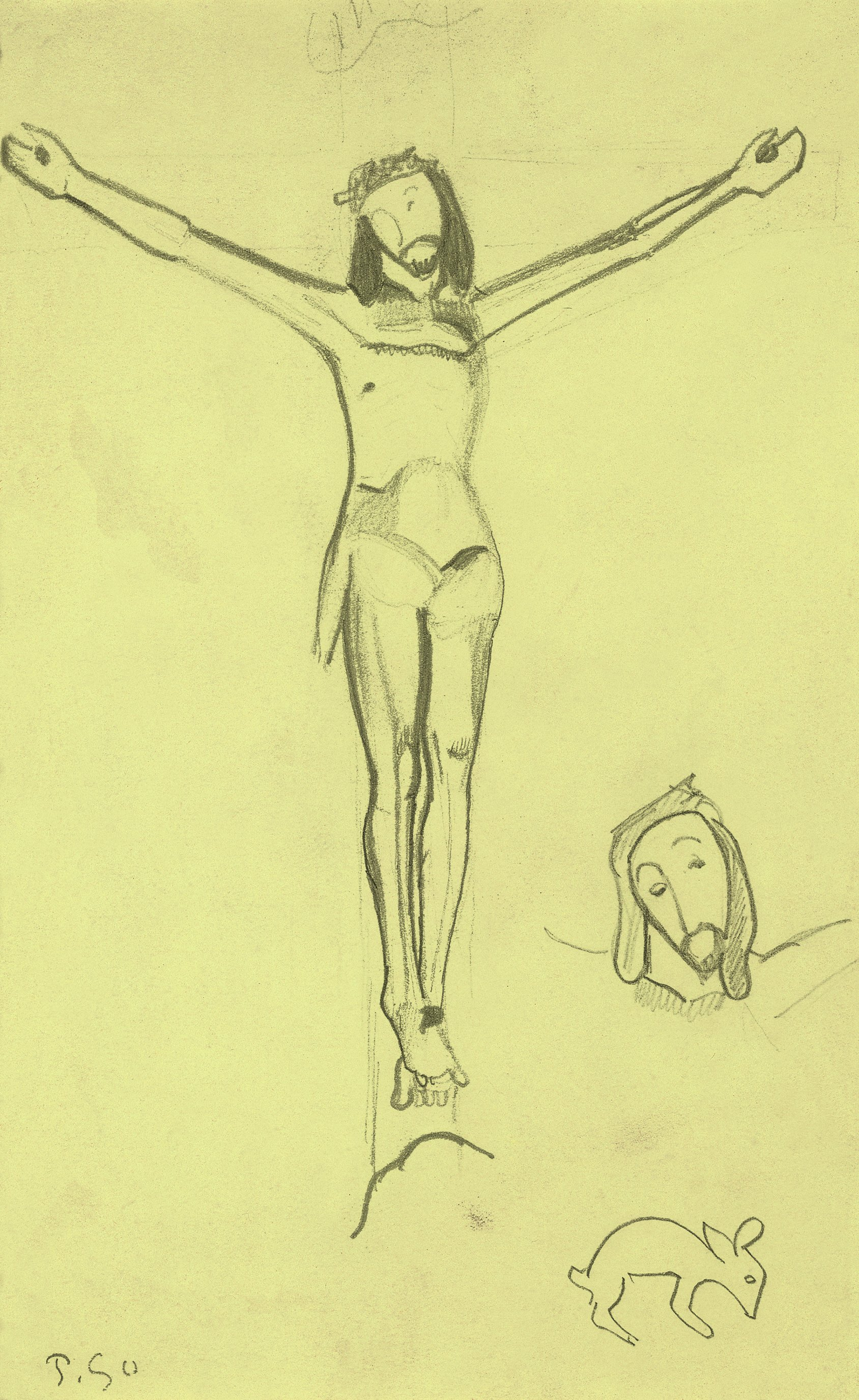
Estudi per al Crist groc

## Historial
El quadre no el va enviar al seu marxant Theo van Gogh, a qui li disgustaven les seves obres religioses. Va estar en la col·lecció del seu amic Émile Schuffenecker i el 1947 va ser adquirit per la Galeria d'Art Albright-Knox.
L'obra està publicada en el catàleg de Wildenstein de 1964 amb el número 327, i en el catàleg de Gabriele Sugana de 1972 amb el número 151.